# 1883 en football
Cet article présente les faits marquants de l'année 1883 en football.

## Clubs fondés en 1883
- en Angleterre :
  - fondation du club de Bristol Rovers Football Club basé à Bristol.
  - fondation du club de Coventry City Football Club basé à Coventry.
  - fondation du club de Darlington Football Club 1883 basé à Darlington.
  - fondation du club de Stockport County Football Club basé à Stockport.
- aux Pays-Bas :
  - fondation du club de FC Dordrecht, basé à Dordrecht.

## Février
- 3 février : à Londres (Kennington Oval), l'Angleterre s'impose 5-0 face au Pays de Galles. 2 500 spectateurs.
- 24 février : à Liverpool (Aigburth Park), l'Angleterre s'impose 7-0 face à l'Irlande. 2 500 spectateurs.

## Mars
- 10 mars : à Sheffield (Bramall Lane), l'Écosse bat l'Angleterre : 2-3. 7 000 spectateurs.
- 12 mars : à Wrexham (Acton Park), l'Écosse s'impose 0-3 face au pays de Galles. 2 000 spectateurs.
- 17 mars : à Belfast, Irlande et pays de Galles : 1-1.
- 31 mars : finale de la 12e FA Challenge Cup (84 inscrits). Blackburn Olympic 2, Old Etonians 0. 8 000 spectateurs au Kennington Oval.
- 31 mars : à Glasgow (Hampden Park), finale de la 10e édition de la Coupe d'Écosse. Dumbarton et Vale of Leven FC, 2-2. 15 000 spectateurs. Finale à rejouer.

## Avril
- 7 avril : à Glasgow (Hampden Park), finale de la 10e édition de la Coupe d'Écosse. Dumbarton bat Vale of Leven FC, 2-1. 12 000 spectateurs.

## Août
- 13 août : Les ouvriers de l’usine de cycle Singer de Coventry fondent un club de football : Singers FC (futur Coventry City FC qui devient professionnel en 1898).

## Décembre
- 13 décembre : création du Stade Français. La section football sera fondée en 1888.

## Naissances
- 1er janvier : Alberto Barberis, footballeur italien. († 1976).
- 27 janvier : Bok de Korver, footballeur néerlandais. († 1957).
- 7 février : Fred Shinton, footballeur anglais. († 1923).
- 11 mars : Charles Bilot, footballeur français. († 1912).
- 5 avril : Dick Allman, footballeur anglais. († 1943).
- 6 avril : Charlie Roberts, footballeur anglais. († 1939).
- 14 avril : Louis Bach, footballeur français. († 1914).
- 29 avril : Harold Stapley, footballeur anglais. († 1937).
- 1er mai : Karel Heijting, footballeur néerlandais. († 1951).
- 15 juin : Henri Delaunay, dirigeant de football français. († 1955).
- 13 juillet : Edgard Poelmans, footballeur belge. († 1932).
- 29 juillet : Fred Pentland, footballeur puis entraîneur anglais. († 1962).
- 16 août : Joseph Verlet, footballeur français. († 1924).
- 23 août : Jesse Pennington, footballeur anglais. († 1970).
- 26 août : Sam Hardy, footballeur anglais. († 1966).
- 11 septembre : Émile Sartorius, footballeur français. († 1933).
- ? septembre : Jack Parkinson, footballeur anglais. († 1942).
- 29 octobre : Alfred Gindrat, footballeur français. († 1951).
- 5 novembre : Lou Otten, footballeur néerlandais. († 1946).
- 2 décembre : Raoul Caudron, entraîneur de football français. Sélectionneur de l'équipe de France. († 1958).
- 12 novembre : Justin Vialaret, footballeur français. († 1916).
- 7 décembre : Gaston Barreau, footballeur puis entraîneur français. († 1958).
- 15 décembre : Gioacchino Armano, footballeur italien. († 1965).
- 21 décembre : Georges Bayrou, footballeur puis dirigeant sportif français. († 1953).
- 26 décembre : Alec McNair, footballeur écossais. († 1951).

## Décès
- ? janvier : Peter Campbell, footballeur écossais.